# Кэмпбелл, Колин (геолог)
Колин Кэмпбелл (англ. Colin J. Campbell; 24 июля 1931, Берлин — 13 ноября 2022, Баллидехоб, Манстер) — британский геолог-нефтяник, предсказавший прохождение пика нефтедобычи в 2007 году. Доктор философии университета Оксфорд.
Автор протокола Римини, направленного на стабилизацию цен на нефть в условиях сокращения её добычи. Также написал несколько влиятельных статей: The Coming Oil Crisis (совместно с Jean Laherrère, 1998); The End of Cheap Oil, (Scientific American, 1998).
В 2000 году основал Ассоциацию по исследованию пика нефти и газа (ASPO, Association for the Study of Peak Oil and Gas). С 2002 года ASPO ежегодно проводит международные конференции.
Скончался 13 ноября 2022 года.

## Деятельность
Кэмпбелл более 40 лет работал в нефтяной индустрии. Обучался в школе святого Павла (Лондон) и колледже Wadham (Оксфордский университет). Получил степень бакалавра по геологии в 1954, затем магистра (MA) и доктора философии в 1957. Работал геологом, менеджером и консультантом в различных компаниях: Оксфордский университет, Texaco, British Petroleum, Amoco, Shenandoah Oil, Norsk Hydro, Petrofina. Также работал с правительствами Болгарии и Швеции. Написал две книги и более 150 научных статей.